# The Five Orange Pips
The Five Orange Pips(As Cinco Sementes de Laranja) é um conto policial de Sir Arthur Conan Doyle protagonizado por Sherlock Holmes e Dr. Watson e publicado pela primeira vez na Strand Magazine em Novembro de 1891, com 6 ilustrações de Sidney Paget. O conto gerou polêmica por falar sobre a Ku Klux Klan.

## Sinopse
Após receber uma correspondência da Índia com 5 sementes de laranja e a inscrição KKK, Elias Openshaw morreu, e seu sobrinho John Openshaw, que foi criado como filho por Elias, havia recebido uma correspondência dizendo apenas "Coloque os papéis sobre o relógio de Sol". John procurou Sherlock Holmes para resolver o mistério.

### Ilustrações
Teve 6 ilustrações de Sidney Paget:

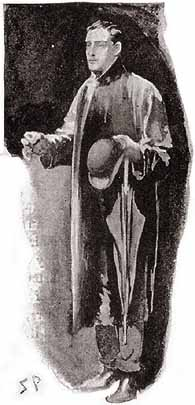
John Openshaw
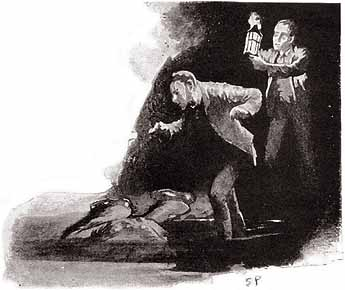
Corpo de Elias é encontrado no pântano
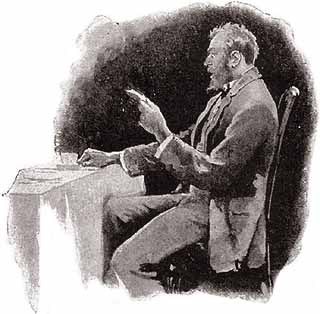
Joseph Openshaw, pai de John
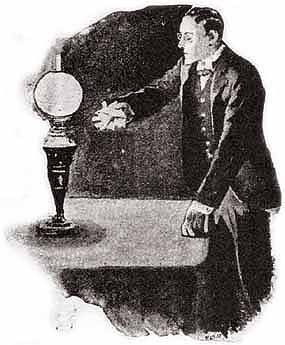
John Openshaw mostra a correspondência a Holmes e Watson
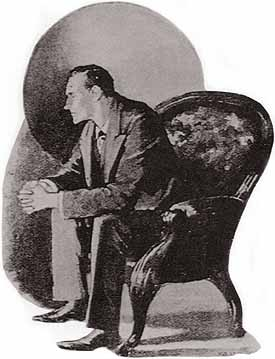
Sherlock Holmes reflete sobre o caso
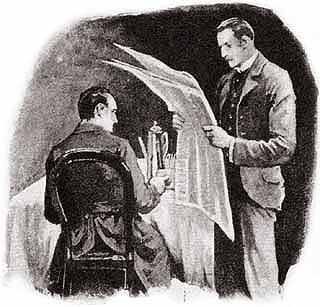
Dr. Watson lê notícia sobre morte de John

## Ligações Externas
- Conto em português, completo e ilustrado